# Košťálov
Košťálov – gmina w Czechach, w powiecie Semily, w kraju libereckim. Według danych z dnia 1 stycznia 2013 liczyła 1 692 mieszkańców.
W miejscowości jest stacja kolejowa Košťálov.